# Zlatar
Zlatar je grad u Hrvatskoj.

## Naselja u sastavu Grada Zlatara
Grad se sastoji od 19 naselja, a to su:
- Belec
- Borkovec
- Cetinovec
- Donja Batina
- Donja Selnica
- Ervenik Zlatarski
- Gornja Batina
- Gornja Selnica
- Juranšćina
- Ladislavec
- Martinšćina
- Petruševec
- Ratkovec
- Repno
- Šćrbinec
- Vižanovec
- Završje Belečko
- Zlatar
- Znož

## Zemljopis
Zlatar se nalazi u Hrvatskom zagorju.

## Stanovništvo
| broj stanovnika | 4438  | 5016  | 5832  | 6675  | 7569  | 8420  | 8188  | 8728  | 8822  | 8774  | 8001  | 7470  | 7045  | 6715  | 6506  | 6096  | 5574  |
|                 | 1857. | 1869. | 1880. | 1890. | 1900. | 1910. | 1921. | 1931. | 1948. | 1953. | 1961. | 1971. | 1981. | 1991. | 2001. | 2011. | 2021. |

| broj stanovnika | 1276  | 1454  | 1873  | 2129  | 2299  | 2535  | 2419  | 2428  | 2342  | 2425  | 2238  | 2342  | 2676  | 2770  | 2889  | 2906  | 2825  |
|                 | 1857. | 1869. | 1880. | 1890. | 1900. | 1910. | 1921. | 1931. | 1948. | 1953. | 1961. | 1971. | 1981. | 1991. | 2001. | 2011. | 2021. |

## Poznate osobe
- Rudolf Filipović, jezikoslovac
- Pavle Gregorić, političar

## Spomenici i znamenitosti
- Crkva sv. Marije Snježne u Belcu
- Crkva uznesenja Blažene Djevice Marije u Zlataru
- Kapela Presvetoga Trojstva u Zlataru
- Sokolski dom
- Dvorac Borkovec
- Dvorac Bračak
- Židovina, srednjovjekovna utvrda
- Utvrda Oštrc
- Kurija Keglević
- Kurija župnog dvora

## Obrazovanje
- Osnovna škola Ante Kovačića Zlatar
- Srednja škola Zlatar

## Kultura
- Galerija izvorne umjetnosti Zlatar
- Gradska knjižnica Zlatar
- Radio Zlatar[4]

## Šport
- NK Oštrc Zlatar
- Športski teniski klub Zlatar
- ŠRD "Pastrva" Zlatar

## Unutarnje poveznice
- Kulturno-povijesna cjelina grada Zlatara, zaštićeno kulturno dobro

## Vanjske poveznice
- Službene stranice Grada Zlatara

|  | Portal Hrvatske: pristup člancima s tematikom o Hrvatskoj |